# Buradón
Buradón es un despoblado que actualmente forma parte del concejo de Salinillas de Buradón, que está situado en el municipio de Labastida, en la provincia de Álava, País Vasco (España).

## Localización
El despoblado de Buradón está situado en la falda sur del risco de su nombre, en la orilla izquierda del río Ebro, junto a las Conchas de Haro. Dicho risco da comienzo a la Sierra de Cantabria. Está acompañado en la otra orilla del Ebro del poblado de Bilibio, con el que se podía comunicar por un vado.

## Historia
Documentado desde 1104 (Cartulario de San Millán), fue creado alrededor del castillo de su nombre del que se tienen noticias desde el año 939 y, posteriormente, su población pasó a repoblar Salinillas de Buradón por orden del rey Sancho IV.
Cuando en 1200 Alfonso VIII de Castilla se apoderó de Vitoria, Buradón fue una de las villas que se le entregaron, aunque la devolvería a Navarra años después.
En 1264 Sancho IV de Castilla fundó Salinillas de Buradón y tradicionalmente se dice que trasladó a aquella la población de Buradón.

## Castillo de Buradón

### Historia
La primera referencia al castillo de Buradón aparece en el Cronicón Burguense y en los Anales Compostelanos donde enumera su castillo como uno de los incendiados en 939 durante el califato de Abderramán III. Buradón aparece en la confirmación de los fueros de Nave de Albura en 1012 por el conde de Castilla Sancho García, en el que aparece Vela Ovecoz gobernando Buradón en nombre del conde Sancho. Por un documento de 1064 se sabe que pertenecía al rey navarro Sancho el de Peñalén, en cuyo nombre lo gobernaba Fortuño Sánchez.
Uno de los firmantes del Fuero de Vitoria de 1181 fue Gómez Martínez, gobernador de Buradón. También se le menciona en el fuero de San Vicente de la Sonsierra de 1176 como Buradan.
Carlos II de Navarra en los tratados que firmó en 1367 con Enrique II de Castilla, ofreció dar el Castillo de Buradón en rehén para asegurar el cumplimiento de los pactos.
Perteneció al Principado de Viana, creado en 1423, siendo la frontera entre el Reino de Navarra a quien pertenecía y el Reino de Castilla.

### Castillo

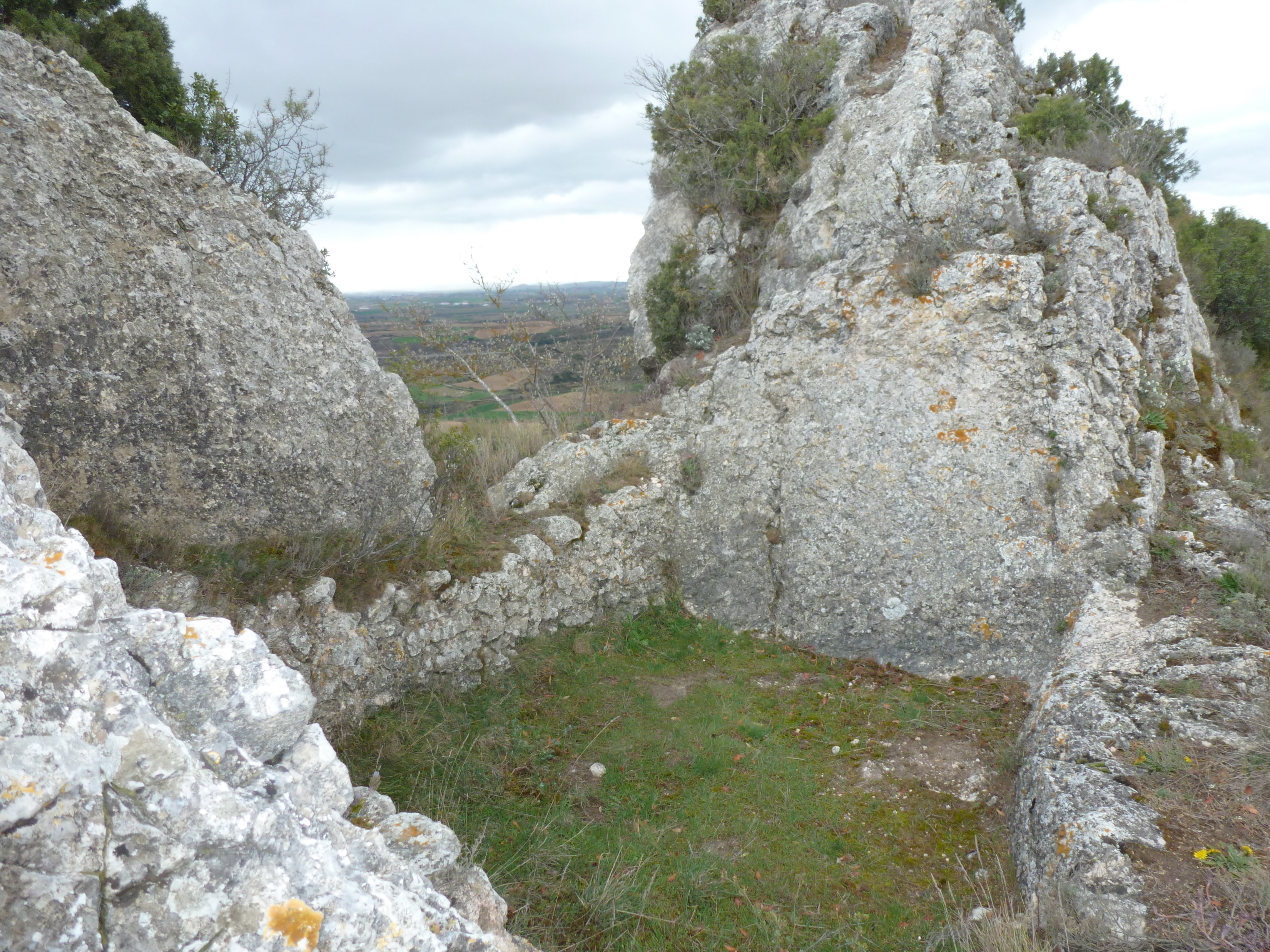
Restos de castillo de Buradón.

El castillo de Buradón se encontraba en el pago llamado Los Castillos, de Salinillas, en lo alto del risco, en lo que llaman la era del Moro.
Todavía son visibles los accesos a la loma, restos de muralla y una posible habitación desde la que se divisan perfectamente ambas vertientes del risco. 
Acceder a lo alto del risco donde se encuentran los restos del castillo es bastante complicado, debido a la cantidad de arbustos espinosos que se encuentran repartidos por la ladera.

## Yacimiento arqueológico
Al llevarse a cabo la construcción de un túnel para mejorar el tráfico de la N-124 se descubrieron los restos del antiguo poblado. Entre ellos se encontró la evidencia de la única iglesia paleocristiana conocida en el País Vasco.
En la excavación arqueológica se encontraron numerosas estancias fechadas sobre el siglo V. Se supone que el poblado se habría extendido en estrechas terrazas escalonadas a lo largo de la ladera hasta cotas superiores a los 600 metros.
En las prospecciones se hallaron construcciones domésticas, hornos de planta circular y espacios de almacenamiento, entre ellos un depósito de cereal carbonizado en uno de los recintos.
Por los restos de cerámicas encontrados se cree que su ocupación continuó durante el siglo VI.

### Templo paleocristiano
Los restos arquitectónicos del templo prerromano existente pertenecen a una planta rectangular con un tamaño de 17x5 metros. Fue construida con sillares, ladrillos romanos y bloques de adobe en el siglo V, modificándose más adelante para sustituir la cabecera original por un ábside de herradura.
Se divide en una pequeña nave de planta casi cuadrada y presbiterio en forma de herradura muy acusada comunicados por una estrecha embocadura levantada mediante dos escalones.
En el centro del interior del ábside se conserva el tenante del altar, monolítico y de sección cuadrangular y rodeado por cuatro soportes de arenisca reutilizados. El pavimento es de mortero y se encuentra frecuentemente alterado por sepulturas excavadas en el interior de la nave. El acceso a este conjunto se realizaba desde el lado sur de la nave mediante una estrecha puerta a la que se llegaba por una pequeña escalera cobijada bajo porche. Al exterior y sobre casi la totalidad de la superficie excavada hacia el este, se dispuso una amplia necrópolis de sepulturas de lajas que debió ser utilizada ya desde el momento en que se levantó el ábside prerrománico de la iglesia, en torno a los años centrales del siglo X.
Se han podido recoger indicios suficientes de la existencia de un templo anterior al descrito y al que hay que asignar una piscina bautismal, así como varias hiladas de muros perimetrales que discurren a los pies y bajo la cabecera de la construcción prerrománica.